# Ferrari F93A
El Ferrari F93A fue el coche de carreras de Fórmula 1 con el que Ferrari compitió en la temporada 1993 de Fórmula 1. Diseñado por Jean-Claude Migeot, el coche llevaba el motor V12 de 745 CV del propio equipo y calzaba neumáticos Goodyear. Lo conducían el francés Jean Alesi, en su tercera temporada con Ferrari, y el veterano austriaco Gerhard Berger, que había regresado al equipo tras tres años en McLaren.

## Descripción general
El coche no era competitivo y Ferrari soportó su tercera temporada consecutiva sin victorias. Alesi obtuvo el mejor resultado con el segundo puesto en la carrera de casa del equipo en Italia y lideró las primeras vueltas en Portugal, mientras que el equipo estuvo involucrado en una batalla de toda la temporada con Ligier por el cuarto puesto en el Campeonato de Constructores, una competencia que Ferrari sólo aseguró con un doble final en puntos en la carrera final en Australia. El coche anotó un total de 28 puntos durante la temporada.
El F93A fue reemplazado en 1994 por el Ferrari 412 T1.

## Livery
El F93A luce una livery roja y blanca, a diferencia del esquema tradicional completamente rojo del equipo. Ferrari utilizó logotipos de 'Marlboro', excepto en los Grandes Premios de Francia, Gran Bretaña, Alemania y Europa.

## Resultados
(Clave) (negrita indica pole position) (cursiva indica vuelta rápida)

| Año     | Motor       | Neu. | N.º | Pilotos        | 1   | 2   | 3   | 4   | 5   | 6   | 7   | 8   | 9   | 10  | 11  | 12  | 13  | 14  | 15  | 16  | Puntos | Pos. |
| ------- | ----------- | ---- | --- | -------------- | --- | --- | --- | --- | --- | --- | --- | --- | --- | --- | --- | --- | --- | --- | --- | --- | ------ | ---- |
| 1993    | Ferrari V12 | G    |     |                | RSA | BRA | EUR | SMR | ESP | MON | CAN | FRA | GBR | GER | HUN | BEL | ITA | POR | JPN | AUS | 28     | 4.º  |
| 1993    | Ferrari V12 | G    | 27  | Jean Alesi     | Ret | 8   | Ret | Ret | Ret | 3   | Ret | Ret | 9   | 7   | Ret | Ret | 2   | 4   | Ret | 4   | 28     | 4.º  |
| 1993    | Ferrari V12 | G    | 28  | Gerhard Berger | 6   | Ret | Ret | Ret | 6   | 14  | 4   | 14  | Ret | 6   | 3   | 10  | Ret | Ret | Ret | 5   | 28     | 4.º  |
| Fuente: |             |      |     |                |     |     |     |     |     |     |     |     |     |     |     |     |     |     |     |     |        |      |